# 伊杜吉
伊杜吉（Idukki）是印度喀拉拉邦伊杜吉县的一个城镇。总人口11014（2001年）。

## 人口
该地2001年总人口11014人，其中男性5592人，女性5422人；0—6岁人口1336人，其中男681人，女655人；识字率82.30%，其中男性为83.98%，女性为80.56%。